# Helena Međeši
Helena Međeši (Ruski Krstur,1948), lingvistkinja, lektorka i prevoditeljka. Koautorka je kapitalnih izdanja na rusinskom jeziku, poput Srpsko-rusinskоg rečnikа, i Rusinsko-srpskоg rečnikа, kao i drugih rečnika koji doprinose razvoju rusinskog jezika, i rusinistici.
Dobitnica je nagrade sv. Ćirila i Metodija za razvoj rusinskog jezika koju dodelјuje Međunarodni kongres rusinskog jezika – Karpato-rusinski naučni centar u Nјujorku.

## Obrazovanje i karijera
Helena Međeši je rođena u Ruskom Krsturu, gde je završila osnovnu školu na rusinskom jeziku. U Somboru, u Srednjoj učiteljskoj školi nastavlja svoje obrazovanje, a potom u Novom Sadu upisuje grupu za južnoslovenske jezike na Filozofskom fakultetu.
Postdiplomske studije je završila u Beogradu, odbranivši temu „Rusinsko-srpski bilingvizam i problem interferencije“  na Filološkom fakultetu.
Radni vek je provela kao lektorka i prevoditelјka za rusinski i srpski jezik u Službi za prevodilačke poslove pri Pokrajinskom sekretarijatu za obrazovanje, propise, upravu i nacionalne manjine/nacionalne zajednice u Novom Sadu.
Od jula 1998. do oktobra 2000. godine bila glavna i odgovorna urednica javnog glasila na rusinskom jeziku „Ruske slovo“.

## Prevodilaštvo i naučni rad
Prevodilački, i naučno-istraživači rad Helene Međeši ticao se oblasti obrazovanja, i unapređenja rusinskog jezka. Sa Zavodom za udžbenike iz Beograda (Odeljenje u Novom Sadu) prevodila je i uređivala udžbenike za osnovnu i srednju školu.
Prevodilaštvom se bavila i u saradnji sa Novinskom izdavačkom kućom „Ruske slovo“, Filozofskim fakultetom u Novom Sadu, Društvom za rusinski jezik, književnost i kulturu, Udruženjem naučnih i stručnih prevodilaca Srbije  ‒ Prevodilačkim centrom iz Beograda, Udruženjem prevodilaca i tumača Vojvodine, Društvom za primenjenu lingvistiku Srbije, Pedagoškim zavodom Vojvodine, i Zavodom za vrednovanje kvaliteta obrazovanja i vaspitanja iz Beograda.
Helena Međeši se, kao lingvistkinja, zalagala za jasan jezik, koji je razumljiv svakom čoveku, za upotrebu tuđica koje ne zamagljuju izgovoreno/napisano, i smatrala je da je „šabloniziran jezik“, odnosno „korov konferencijskog jezika“ ono što otuđuje ljude, i da takav jezik teži da „prikriva stvarnost, posebno kad ta stvarnost nije sjajna…“
Baveći se različitim aspektima rusinskog jezika, Helena Međeši je objavila preko 80 članaka u časopisima Tvorčosc/Studia Ruthenica, Švetlosc, Rusnak, Prevodilac, Sveske, Radovi, Biltenima Zavoda za javnu upravu, Ruskim/narodnim kalendarima, Zbornicima Društva za primenjenu lingvistiku Srbije.
Učestvovala je na jezičkim kongresima, okruglim stolovima i naučnim raspravama jednako u zemlјi, kao i inostranstvu.

## Kapitalna dela
- Srpsko-rusinski rečnik I-II, , Zavod za udžbenike i nastavna sredstva Beograd, 1997 (koautorka)
- Rečnik rusinskog narodnog jezika I-II, NIU „Ruske slovo“, Novi Sad, 2017 (koautorka )
- Rečnik medicinske terminologije, Društvo za rusinski jezik, literaturu i kulturu, Novi Sad, 2006 (koautorka)

## Rasprave iz oblasti lingvistke (izbor)
- „Язик наш насущни“ (Jezik naš nasušni), Društvo za rusinski jezik, literaturu i kulturu, Novi Sad, 2008
- „З червеним подцагнуте“ (Crvenim podvučeno), Društvo za rusinski jezik, literaturu i kulturu, Novi Sad, 2012
- „З червеним прецагнуте“ (Crvenim prevučeno), Društvo za rusinski jezik, literaturu i kulturu, Novi Sad, 2013
- З червеним виправене (Crvenim ispravljeno) Društvo za rusinski jezik, literaturu i kulturu, Novi Sad, 2014
- З червеним дописане (Crvenim dopisano), Društvo za rusinski jezik, literaturu i kulturu, Novi Sad, 2017

## Spoljašnje veze
·        Srpsko-rusinski rečnik I
·        Srpsko.rusinski rečnik II   